# Wilson's (warenhuis)
Wilson's was een volledig warenhuis, gevestigd in Greenfield, Massachusetts. Het werd geopend in 1882, en sloot zijn deuren in 2020.
Het oorspronkelijke bedrijf, bekend als de Boston Store, was eigendom van en werd geëxploiteerd door de broers White van 1882 tot 1896. De oorspronkelijke voorgevel was slechts 7,6m breed, maar door het succes verdubbelde deze in omvang. 
In 1896 kocht John Wilson, afkomstig uit Schotland, de winkel van de Whites en hernoemde het tot John Wilson Company. Hij breidde de winkel uit met een tweede verdieping, een grote dubbele trap in het midden en een kruideniersafdeling op het lagere niveau. De nieuwe winkel had zelfs een koeriersdienst, met een stalhouderij op het terrein.
In 1929 kochten R. Stanley Reid van de voormalige Boston Store in North Adams en George L. Willis van de toenmalige Wallace Company in Pittsfield samen de John Wilson Company-winkel van de familie Wilson. Na de dood van Willis in 1941 was de familie Reid eigenaar van het bedrijf. Robert S. Reid Jr. was president van Wilson's vanaf het moment van de dood van zijn vader in 1961 tot aan zijn pensionering in 1990. In deze periode breidde hij de tweede verdieping uit en voegde een derde verdieping toe aan de ruimte die ooit werd ingenomen door het Greenfield Hotel.
In 1974 vond een verdere uitbreiding van de tweede en derde verdieping plaats. Kevin J. O'Neil, schoonzoon van Mr. Reid, trad in 1981 toe tot het familiebedrijf. In 1990 werd hij verkozen tot voorzitter van Wilson's, Inc.Hij installeerde het eerste computersysteem en voorzag in vele moderniseringprojecten voor de inrichting. Hij koos ervoor om de winkel op te heffen na zijn pensionering. Wilson's sloot zijn deuren op 31 januari 2020.